# Hästtråding
Hästtråding (Inocybe haemacta) är en svampart som först beskrevs av Berk. & Cooke, och fick sitt nu gällande namn av Pier Andrea Saccardo 1887. Enligt Catalogue of Life ingår Hästtråding i släktet Inocybe,  och familjen Inocybaceae, men enligt Dyntaxa är tillhörigheten istället släktet Inocybe,  och familjen Crepidotaceae. Arten är reproducerande i Sverige. Inga underarter finns listade i Catalogue of Life.